# Роберто Паласіос
Роберто Карлос Паласіос Местас (ісп. Roberto Carlos Palacios Mestas; нар. 28 грудня 1972, Ліма, Перу) — колишній перуанський футболіст, півзахисник. Протягом 20 років виступав за Перу, ставши абсолютним рекордсменом національної збірної за кількістю проведених матчів — 128.

## Біографія

### Клубна кар'єра
Вихованець клубу «Спортінг Крістал». Дебютував за основний склад в матчі проти «Депортіво Мунусіпаль» в кінці жовтня 1991 року і забив свій перший гол на наступному тижні в матчі проти «Універсітаріо де Депортес». Паласіос чотири рази (1991, 1994, 1995, 1996) вигравав чемпіонат Перу в складі рідного клубу і тричі поспіль (1994, 1995, 1996) визнавався найкращим футболістом країни.
1997 року Паласіос відправився до Мексики, де, з невеликими перервами на бразильський «Крузейро» і рідний «Спортінг Крістал», виступав до 2004 року.
2004 року перейшов в колумбійський «Депортіво Калі», а наступного року став гравцем «ЛДУ Кіто». З еквадорським клубом Паласіос також виграв національну першість.
2006 року Роберто Паласіос був визнаний кращим футболістом «Спортінг Крістала» за 50 років, а наступного року Роберто повернувся до рідного клубу, де виступав аж до завершення кар'єри 2011 року. Всього за кар'єру Паласіос провів 813 матчів, в яких забив 162 голи.

### Збірна
Паласіос взяв участь у шести розіграшах Кубка Америки, 1997 року допоміг своїй збірній посісти четверте місце на головному континентальному турнірі Латинської Америки. Також 2000 року зіграв на Золотому кубку КОНКАКАФ, де забив два голи і допоміг команді стати півфіналістом турніру. Завершив виступи у збірній 25 травня 2012 року, зігравши за неї 128 матчів, що стало рекордом національної збірної за всю історію.

## Досягнення
Спортінг Крістал
- Чемпіон Перу: 1991, 1994, 1995, 1996

ЛДУ Кіто
- Чемпіон Еквадору: Апертура 2005

Збірна Перу
- 4-е місце на Кубку Америки: 1997

### Особисті досягнення
- Найкращий футболіст Перу: 1994, 1995, 1996
- Член клубу футболістів ФІФА, які провели за збірну понад 100 матчів: з 2003 року
- Найкращий футболіст «Спортінг Крістала» за 50 років (2006)
- Золотий бутс «Adidas» як визнання заслуг перед футболом: 2012